# Mellicta micromelanica
Mellicta micromelanica är en fjärilsart som beskrevs av Ruggero Verity 1935. Mellicta micromelanica ingår i släktet Mellicta och familjen praktfjärilar. Inga underarter finns listade i Catalogue of Life.